# Trichobius phyllostomus
Trichobius phyllostomus är en tvåvingeart som beskrevs av Pablo C. Guerrero 1998. Trichobius phyllostomus ingår i släktet Trichobius och familjen lusflugor. Inga underarter finns listade i Catalogue of Life.